# Lisa Umbach
Lisa Umbach, verheiratete Kossmann, (* 9. Juni 1994 in Daun) ist eine deutsche Fußballspielerin.

## Karriere
In Daun in der Eifel – dem Verwaltungssitz der Verbandsgemeinde Daun – geboren, begann Umbach innerhalb dieser in der Nachbargemeinde bei der SG Mehren/Darscheid mit dem Fußballspielen. Im weiteren Verlauf spielte sie dann für den SV Strohn, bevor sie in die Jugendabteilung des SC 07 Bad Neuenahr gelangte. Noch als B-Jugendspielerin kam sie bereits in der Saison 2010/11 für die Zweitvertretung in der seinerzeit drittklassigen Regionalliga Südwest im August und Oktober 2010 in zwei Punktspielen zum Einsatz. und hatte damit Anteil an der regionalen Meisterschaft und den damit verbundenen Aufstieg in die Staffel Süd der seinerzeit zweigleisigen 2. Bundesliga. In der Zweitligasaison 2011/12 wurde sie sieben-, in der Folgesaison zehnmal in der Zweitvertretung eingesetzt, wobei sie ein Tor erzielte. Danach kam sie im August 2013 noch zweimal, allerdings in der Regionalliga Südwest, zum Einsatz, sowie letztmalig für den Nachfolgeverein SC 13 Bad Neuenahr II am 6. April 2014 (18. Spieltag) bei der 2:4-Niederlage gegen den FSV Viktoria Jägersburg.
In der Saison 2010/11 bestritt sie ebenso ihre ersten fünf Bundesligaspiele für die Erste Mannschaft. Ihr Debüt gab sie am 26. September 2010 (7. Spieltag) beim 4:1-Sieg im Auswärtsspiel gegen den VfL Wolfsburg mit Einwechslung für Nicole Rolser in der 86. Minute. Ihr erstes Tor gelang ihr am 17. Oktober 2010 (10. Spieltag) beim 6:0-Sieg im Heimspiel gegen den 1. FC Saarbrücken mit dem Treffer zum 5:0 in der 88. Minute. Erst wieder in der Zweitligasaison 2013/14 kommt sie für die Erste Mannschaft in insgesamt 17 Punktspielen zum Einsatz, davon sechsmal ab dem Jahr 2014 in der Rückrunde für den Nachfolgeverein SC 13 Bad Neuenahr.
Mit dem Abstieg ihres Vereins in die Regionalliga Südwest, wechselte sie zum Ligakonkurrenten TuS Issel, für den sie bis Saisonende 2015/16 13 Tore in insgesamt 42 Punktspielen erzielte.
Seit dem 1. Juli 2016 ist sie Vertragsspielerin der SG 99 Andernach. Ihre Premierensaison, in der sie vier Tore in 22 Punktspielen erzielte, schloss ihre Mannschaft als regionaler Meister ab, gleichbedeutend mit dem Aufstieg in die Staffel Süd der seinerzeit zweigleisigen 2. Bundesliga. Mit dem Abstieg am Saisonende folgte ein Jahr später die Rückkehr in diese Spielklasse.

## Erfolge
- Meister Regionalliga Südwest 2017, 2019
  - und jeweiliger Aufstieg in die 2. Bundesliga Süd